# Mankiškiai (przystanek kolejowy)
Mankiškiai (ros. Манкишкяй) – przystanek kolejowy w pobliżu miejscowości Mankiškiai, w rejonie radziwiliskim, w okręgu szawelskim, na Litwie.